# Allocosa faberrima
Allocosa faberrima este o specie de păianjeni din genul Allocosa, familia Lycosidae. A fost descrisă pentru prima dată de Simon, 1910.
Este endemică în Namibia. Conform Catalogue of Life specia Allocosa faberrima nu are subspecii cunoscute.